# Rustam Mustafayev
Rustam Mustafayev (en azerí:Rüstəm Mustafayev; Bakú, 25 de febrero de 1910 – Bakú, 19 de julio de 1940) fue pintor y escenógrafo de Azerbaiyán. Mustafayev trabajó como artista principal en el Teatro Estatal de Drama de Azerbaiyán de 1933 a 1938. También trabajó en el diseño artístico de carteles y libros y en 1940 fue uno de los responsables del diseño artístico del Museo Nizami.

## Biografía
Rustam Mustafayev nació el 25 de febrero de 1910 en Bakú. En 1926 se graduó de la Academia de Arte de Azerbaiyán. Mustafayev demostró las influencias constructivistas en sus primeras obras. En 1936 Rustam Mustafayev fue invitado a trabajar en el Teatro de Ópera y Ballet Académico Estatal de Azerbaiyán.
Rustam Mustafayev murió el 19 de julio de 1940 en Bakú y fue enterrado en el Callejón de Honor. Desde 1943 el Museo Nacional de Arte de Azerbaiyán lleva el nombre del pintor.

## Galería

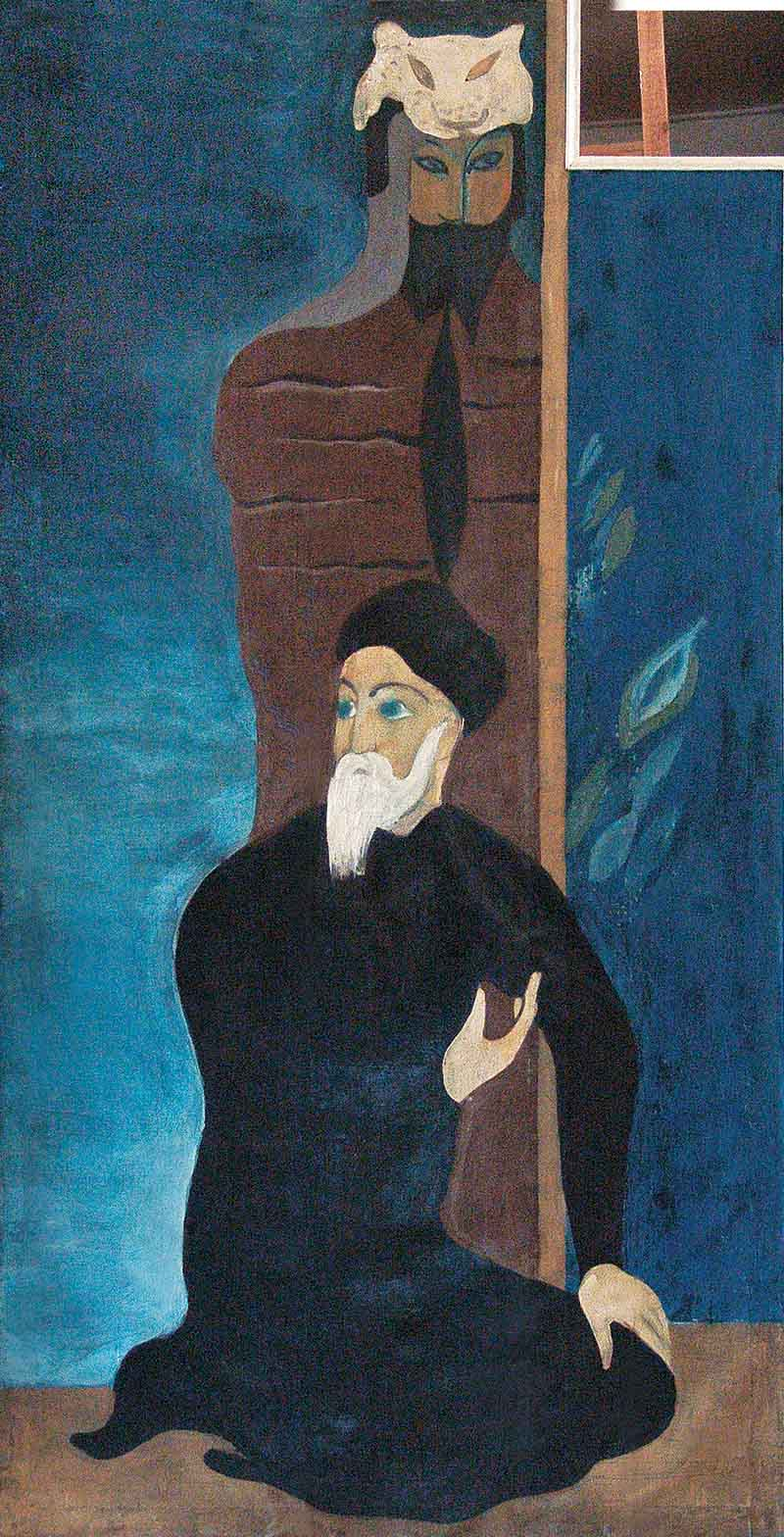
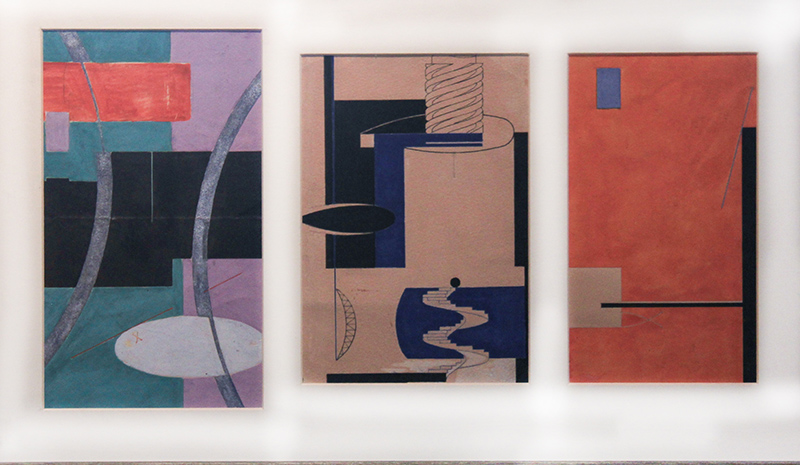
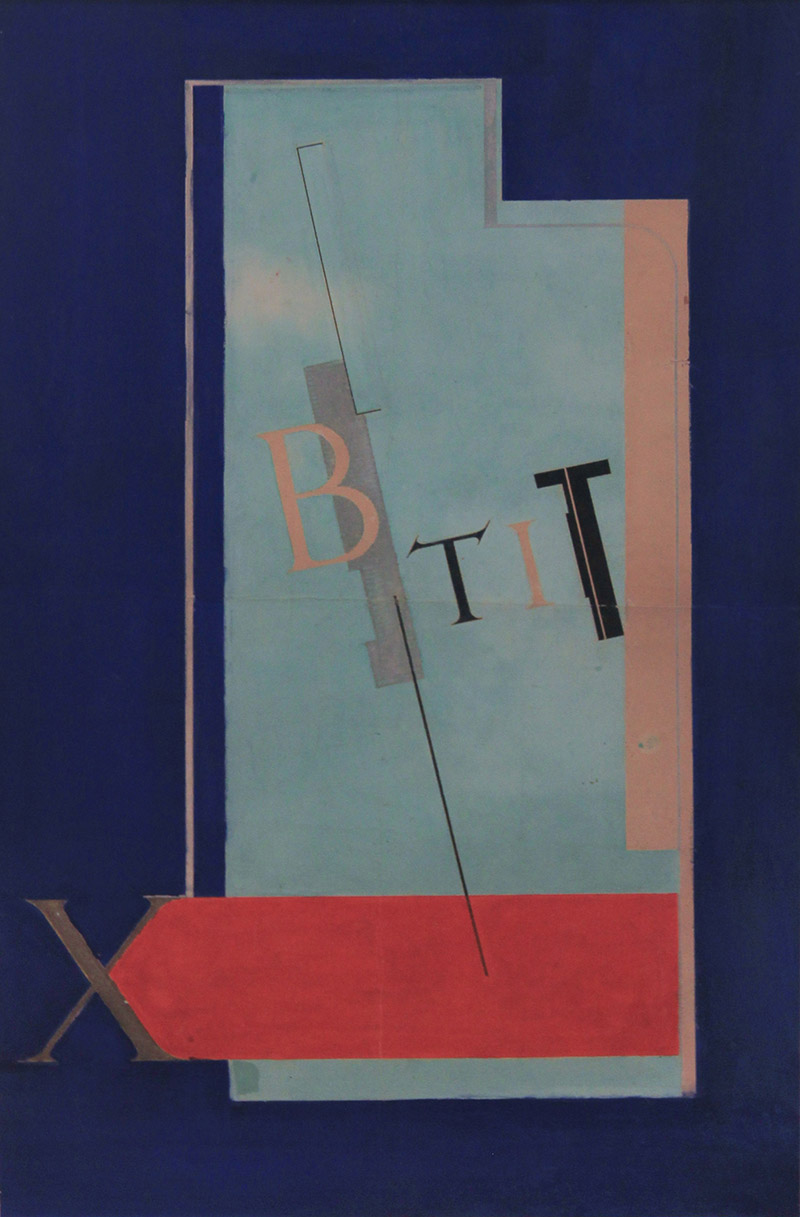

## Premios y títulos
- Orden de la Insignia de Honor